# Elias Lönnrot
Elias Lönnrot (pronunciaciónⓘ) (Sammatti, Uusimaa; 9 de abril de 1802-ibídem, 19 de marzo de 1884) fue un médico, botánico, lexicólogo e historiador finlandés. Se le conoce por haber sido recopilador de poesía tradicional oral de su país y, especialmente, por haber compuesto el poema épico finlandés Kalevala (1835, ampliado en 1849), basado en una serie de baladas y poemas recopilados de las tradiciones orales de Finlandia, Carelia y los países bálticos. Se le considera el «segundo padre de la lengua finesa», tras Mikael Agricola.

## Familia

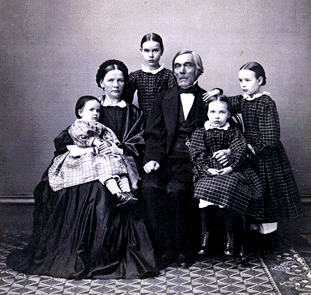
Elias Lönnrot, su esposa Maria Piponius y sus hijas

Su abuelo Matti Losten (1740-1821), apodado Mustapää-Matti por su cabellera oscura, se casó en 1765 con Anna Leena Tolpo, con quien tuvo tres hijas y cinco hijos. Hacia 1770 cambió su apellido a Lönnrot.
Elias Lönnrot fue el cuarto de los siete hijos del matrimonio formado por el sastre Fredrik Juhana Lönnrot (1765-1851) y Ulriika Wahlberg (1773-1859). En 1849 se casó con Maria Piponius (1823-1868), con quien tuvo cinco hijos: Elias (1850-1852), Maria Ulrika (1852-1874), Ida Karolina (1855-1915), Elina Sofia (1858-1876) y Tekla Natalia (1860-1879).

## Obra en botánica
Los botánicos lo recuerdan por ser el autor del primer texto sobre flora finlandesa, Flora Fennica - Suomen Kasvisto (1860), que se hizo famoso en Escandinavia y despertó el interés de la comunidad científica internacional. Flora Fennica fue el primer texto científico publicado en finés. El segundo, la versión ampliada, fue en coautoría con Thiodolf Saelan (1834-1921) y publicado en 1866. Además, la obra incluía muchas notas de usos vegetales y descripciones de flores y hojas.
- La abreviatura «Lönnrot» se emplea para indicar a Elias Lönnrot como autoridad en la descripción y clasificación científica de los vegetales.[8]

## Obras
- Kalevala, 1836
- Kantelatar, 1840
- Loitsurunoja, 1829 y 1880

También publicó colecciones de proverbios, adivinanzas y poemas populares finlandeses.